# Clarisia racemosa
Clarisia racemosa là một loài thực vật có hoa trong họ Moraceae. Loài này được Ruiz & Pav. mô tả khoa học đầu tiên năm 1798.